# Glory (Perfume Genius)
Glory è il settimo album in studio del musicista statunitense Perfume Genius, pubblicato il 28 marzo 2025 da Matador Records. L'album vanta collaborazioni con il suo socio Alan Wyffels e il produttore Blake Mills, oltre alla partecipazione vocale di Aldous Harding.

## Registrazione
L'album è stato registrato ai Sound City Studios di Los Angeles. Rispetto ai precedenti album di Mike Hadreas, Glory è stato un lavoro più collaborativo, con una band composta dal socio e collaboratore di lunga data di Hadreas, il polistrumentista Alan Wyfells; dal produttore Blake Mills; dai batteristi Tim Carr e Jim Keltner, dal bassista Pat Kelly e dai chitarristi Meg Duffy e Greg Uhlmann.

## Tracce
1. It's a Mirror – 3:32 (Hadreas, Blake Mills, Alan Wyffels)
2. No Front Teeth (feat. Aldous Harding) – 4:46 (Hadreas, Wyffels)
3. Clean Heart – 3:52 (Hadreas, Wyffels)
4. Me & Angel – 3:22
5. Left for Tomorrow – 3:39
6. Full On – 4:54
7. Capezio – 3:51 (Hadreas, Mills)
8. Dion – 3:18 (Hadreas, Mills)
9. In a Row – 3:23
10. Hanging Out – 4:21 (Hadreas, Mills)
11. Glory – 2:17